# Diego Klimowicz
Diego Fernando Klimowicz (ur. 6 lipca 1974 w Buenos Aires) – argentyński piłkarz pochodzenia polskiego i włoskiego z hiszpańskim paszportem. Brat Javiera Klimowicza, ojciec Mateo Klimowicza.
Piłkarzowi proponowano powołanie do reprezentacji Polski i Ukrainy (dziadek był Polakiem, urodzonym na terytorium obecnej Ukrainy), jednak odmówił.